# Fédération française de badminton
 (avril 2025).
Si vous disposez d'ouvrages ou d'articles de référence ou si vous connaissez des sites web de qualité traitant du thème abordé ici, merci de compléter l'article en donnant les références utiles à sa vérifiabilité et en les liant à la section « Notes et références ».
La Fédération française de badminton (FFBAD) est l'instance gérant le badminton en France. 
La première fédération française de badminton est fondée le 18 janvier 1934 avant d'être dissoute par le régime de Vichy en 1941, puis rattachée à la Fédération Français de Tennis ou elle prendra successivement les noms de Commission Centrale de Badminton en 1944 et de Comité Français de Badminton en 1969. 
La Fédération Française de Badminton actuelle a été déclarée au JO en décembre 1978 et reconstituée lors d'une Assemblée Générale en février 1979. 
Elle compte actuellement  210000 licenciés répartis dans près de 2 000 clubs 

## Historique
Naissance du Badminton en France
A la fin du XIXe siècle, de nombreux sports sont importés en France, depuis l’Angleterre. A l’époque, la pratique sportive est un phénomène de mode pour les classes aisées et les touristes étrangers reproduisent leurs divertissements sur leurs lieux de villégiature. C’est pourquoi, on retrouve les premiers pratiquants sur le territoire français à Dinard en 1875, sur les plages du Nord, en 1876, à Pau en 1897 ou encore à Saint-Servan, près de Saint-Malo, en 1898. Dieppe, en tant que station balnéaire appréciée Outre-Manche, voit dans la même logique un foyer de pratique qui aboutira à la naissance du premier club reconnu comme tel, en octobre 1907, et affilié à l'Union des sociétés françaises de sports athlétiques, la Fédération omnisports la plus importante du début du XXe siècle. Ce club organise un grand Tournoi International de 1908 à 1913 avec l’aide précieuse de la Badminton Association anglaise, et offre l’occasion de voir triompher les meilleurs joueurs anglais du moment (Sir G.A.Thomas, F. Chesterton, Mrs Radeglia & Mrs Tragett).
Le club offre au badminton une première notoriété : les résultats du tournoi sont diffusés dans le journal L’Auto, l’ancêtre du fameux quotidien sportif l’Equipe. Le premier Inter-Club Intercontinental y fut également organisé en 1913 entre le Ealing Bath BC et le Dieppe BC.
Création de la première Fédération Française de Badminton
La Première Guerre mondiale marque un frein à l’essor du badminton dans les foyers identifiés. Il faut attendre le début des années 1930 pour retrouver des traces d’une pratique badiste en France : lors d’un séjour effectué Outre-Manche pour la société Babolat-Maillot-Witt, Charles Maillot est séduit par l’activité, qu’il découvre pour la première fois, et ramène à Lyon raquettes et volants. Charles Fritsch, représentant de la société, initie par la suite des démonstrations de badminton dans une optique essentiellement commerciale. Ainsi, plusieurs clubs vont voir le jour sur le territoire, à Lyon, mais aussi Paris où l’on voit la naissance d’une section badminton au sein de l’emblématique Racing Club de France. C’est par association des clubs qu’une première Fédération française de badminton verra le jour le 18 janvier 1934. Son premier Président est Ernest FERET. Quelques mois plus tard, la France figure parmi les membres fondateurs de l’IBF, le 5 juillet 1934.
_ l' invitation
De son voyage en Angleterre et sa découverte du Badminton, Charles MAILLOT est sans doute à l’origine d’une invitation en septembre 1932 acceptée par le révérend J.L. RANKIN, par ailleurs un des meilleurs joueurs irlandais, pour une tournée des STROLLERS en France au début de l’année suivante. Celle-ci est relayée dans la presse britannique dans plusieurs petits communiqués. « The STROLLERS » est un Team Anglo-irlandais, dirigé par le Major J.D.McCALLUM, et composé des meilleurs joueurs de l’époque qui parcoururent non seulement  l’Europe mais aussi les Amériques à des fins de propagande et de découverte du Badminton .
_ la démonstration
Cette fameuse démonstration fut accueillie avec enthousiasme aussi bien à Paris qu’à Lyon et si l’on en croit les récits retraçant cette épopée, dans la presse française et surtout dans celle d’outre-Manche où quelques détails savoureux jalonnent les faits, elle a fortement contribué à faire naître dans les esprits des dirigeants de l’époque la nécessité de formaliser cet événement par la fondation d ‘une fédération. Les activités qui en suivirent en sont les témoins avec l’organisation de démonstrations, compétitions, création de clubs ou de courts mis a disposition. John YEO-THOMAS va anticiper avec la publication d’un article dans La VIGIE de DIEPPE en décembre 1933 repris dans la fameuse « BADMINTON GAZETTE »
_ la création
John YEO-THOMAS dès le 19 mai 1933 prend les premiers contacts avec la BADMINTON ASSOCIATION (BA) pour préparer le terrain. Lors d’un échange daté du 4 janvier 1934, les choses se précisent et il annonce à John HICKSON la tenue d’une AG le 18 janvier en vue de la constitution d’une Fédération Française.
La constitution de la FEDERATION INTERNATIONALE de BADMINTON est évoquée dans ce dialogue  et le secrétaire de la BA souhaite « Nos meilleurs vœux de succès et de longue vie à la Fédération » et ajoute « votre adhésion annuelle serait d’une guinée, et cette adhésion affilierait  automatiquement tous les clubs affiliés à votre fédération » !
Le 19 janvier John en annonce la création et celle du bureau fédéral, qui serra suivi d’une lettre « officielle » à la BA, un peu tardive, le 7 février 1934 de la part du nouveau Président en personne en ces termes ;
« Lettre d’Ernest FERET, Président à F. W. HICKSON du 7 février1934
Cher Monsieur,
J’ai le plaisir de vous informer que la Fédération Française de Badminton a finalement été constituée le 18 dernier, et de vous faire part officiellement de notre création ».
C’est donc le 18 janvier 1934 que lors d’une assemblée générale la Fédération Française de Badminton était constituée et recevait l’adhésion de neuf clubs dont deux Lyonnais. Son premier Président en sera Ernest FERET et on y retrouve John YEO-THOMAS en tant que Conseiller Technique. Cette annonce sera publiée dans le numéro de février de la « BADMINTON GAZETTE » organe officiel de la BA.
Renaissance de la Fédération Française de Badminton
En 1941, la toute jeune organisation du badminton est dissoute comme de nombreuses fédérations par le gouvernement de Vichy dans l’optique de contrôler le mouvement sportif. Malgré l’ordonnance d’Alger du 2 octobre 1943, qui prévoit l’organisation de la France Libre, le badminton ne va pas se reconstituer sous forme de Fédération, mais conservera une tutelle, celle de la puissante Fédération française de lawn-tennis (FFLT), un choix alors consenti par ses dirigeants.
En 1944, elle prend le nom de Commission Centrale de Badminton, puis de Comité Français de Badminton en 1969.
Alors que les premiers souhaits d’indépendance de la discipline sont évoqués en 1972 par André Guillier, c’est toute une équipe qui va œuvrer pour reconstituer la Fédération française de Badminton.
Il faudra attendre la déclaration officielle au JO du 8 décembre 1978 pour voir à nouveau exister la Fédération française de badminton. Une Assemblée Générale Élective a lieu le 28 Février 1979 pour officialiser sa création et élire ses premiers dirigeants.
Claude Lefèvre devient alors le premier président de cette nouvelle Fédération.

## Rôle
La Fédération Française de Badminton :
- groupe en son sein, sur le plan départemental, régional et national, les associations de badminton et du jeu du volant de la métropole, des régions et départements d’outre-mer, de Saint-Pierre-et-Miquelon et Mayotte, qui auront demandé et obtenu leur affiliation et adhéré aux présents statuts ;
- incite partout dans l'ensemble de ces territoires à la formation de nouvelles associations ;
- organise, coordonne, développe et de contrôle la pratique du badminton et des activités dérivées, connexes ou complémentaires ;
- organise les compétitions et notamment les championnats de France inhérents à cette pratique ;
- forme des cadres pour l'encadrement des clubs ;
- défend les intérêts moraux et matériels du badminton français.

La Fédération a pour objectif l’accès de tous à la pratique des activités physiques et sportives. Elle s’interdit toute discrimination. Elle veille au respect de ces principes par ses membres, ainsi qu’au respect de la charte de déontologie du sport établie par le Comité national olympique et sportif français.
Elle assure les missions prévues par le code du sport.

## Composition
La Fédération française de badminton se compose :
- d'associations ayant obtenu leur affiliation ;
- des licenciés à titre individuel, ainsi que des membres donateurs, bienfaiteurs et d'honneur sous certaines conditions indiquées par son règlement intérieur.

Les associations affiliées et les licenciés à titre individuel contribuent au fonctionnement de la Fédération par le paiement d'une cotisation dont le montant et les modalités de versement sont fixés par l'assemblée générale.

## Moyens d'action
Les moyens d'action de la Fédération sont :
- l'institution de ligues régionales et de comités départementaux, ainsi que des commissions nécessaires à son bon fonctionnement ;
- la délivrance de licences ;
- l'organisation et le contrôle de toutes activités compétitives et de loisir, notamment par l'élaboration des règlements techniques et sportifs, l'établissement d'un calendrier sportif annuel, le classement des joueuses et des joueurs, la sélection des équipes nationales, l’organisation du haut niveau, l'agrément du matériel, l'homologation des installations sportives et l'attribution de titres, prix et récompenses ;
- la promotion de toutes activités liées à l’objet de la Fédération, notamment par des conférences, démonstrations, communications à la presse, ainsi que l'édition et la publication d’ouvrages, documents et bulletins ;
- la mise en œuvre de cours de formation et de perfectionnement de cadres, dirigeants, juges arbitres et arbitres à l'échelon national, régional et départemental, sanctionnés par la délivrance de diplômes, y compris en suscitant la création de structures et de personnes morales ayant pour objet ces cours et la préparation de ces diplômes ;
- l’établissement et la promotion de toutes relations y compris internationales utiles à son objet ;
- l'application de sanctions disciplinaires dans les conditions prévues par le règlement disciplinaire ainsi que par le règlement disciplinaire de lutte contre le dopage ;
- l'aide morale, technique et matérielle aux associations affiliées et à leurs membres licenciés.

## Fonctionnement

### Comité directeur
Les différents présidents successifs depuis la création de la 1re fédération :
| Année                                                 | Nom                |
| ----------------------------------------------------- | ------------------ |
| Fédération Française de Badminton                     |                    |
| 1934/1936                                             | Ernest FERET       |
| 1936/1939                                             | Louis BLERY        |
| 1939/1941                                             | René MATTHIEU      |
| Commission Centrale de Badminton de la FF Lawn Tennis |                    |
| 1944/1960                                             | René MATTHIEU      |
| 1960/1965                                             | René PELLETIER     |
| 1965/1968                                             | Michel MARRET      |
| Comité Français de Badminton                          |                    |
| 1969/1978                                             | Claude LEFEVRE     |
| Fédération française de badminton                     |                    |
| 1979/1984                                             | Claude LEFEVRE     |
| 1984/1988                                             | Alain CITOLLEUX    |
| 1988/1996                                             | Jean BRUNET        |
| 1996/2012                                             | Paul André TRAMIER |
| 2012/2016                                             | Richard REMAUD     |
| 2016/2020                                             | Florent CHAYET     |
| 2020/2024                                             | Yohan PENEL        |
| 2025-                                                 | Franck LAURENT     |

### Directiontechnique nationale
- De 1987 à 1997 : Gérard Morel, premier directeur technique national nommé par le Ministère des Sports (15 avril 1987)
- De 1997 à 1999 : Jean-Luc Cherrier
- De 1999 à 2013 : Jean-Marc Pocholle
- De 2013 à 2021 : Philippe Limouzin
- De 2022 à 2024 : Jérôme Careil
- De 2025 à ____ : Cyrille Gombrowicz

### Structures déconcentrées
La Fédération est constituée en son sein d'organismes nationaux, régionaux et départementaux auxquels elle peut confier l’exécution d’une partie de ses missions. Ces organismes sont constitués sous la forme d’associations déclarées dont les statuts doivent être compatibles avec ceux de la FFBaD. Au niveau régional, 12 ligues sont présentes au sein de chaque région française, et 89 comités départementaux organisent la pratique du badminton localement :

### Compétitions fédérales
- Championnats de France de badminton (individuel)
- Championnat de France de badminton interclubs (clubs)

## Identité visuelle (logo)

Ancien logo de la FFBA de 1994 à 2005
Ancien logo de la FFBA de 2005 à 2011
Logo actuel de la FFBaD depuis le 1er juillet 2011